# ألفونسو رويدا
ألفونسو رويدا (من مواليد 8 يوليو 1968) سياسي من حزب الشعب الإسباني. انتخب لعضوية برلمان جليقة في عام 2009، وخلف ألبرتو نونيز فيجو كرئيس لحزب الشعب في جليقة ورئيس جليقة في عام 2022.

## السيرة الشخصية
ولد في بونتيفيدرا، رويدا هو ابن أنطونيو رويدا كريسبو عضو مجلس تحالف الشعب في المدينة. تخرج في القانون من جامعة سانتياغو دي كومبوستيلا، وانضم إلى الأجيال الجديدة من حزب الشعب عام 1993.
من عام 2000 إلى عام 2005 كان رويدا مديرًا عامًا للإدارة المحلية في حكومة مانويل فراغا، وشغل أيضًا منصب وزير الإدارة العامة والعدل. تم تعيينه أمينًا عامًا لحزب جليقة الشعبي من قبل رئيسه ألبرتو نونيز فيجو في عام 2006. في عام 2009 بعد انتخابه لعضوية برلمان جليقة من قبل دائرة بونتيفيدرا أصبح مستشارًا لرئيس جليقة فيجو، وأصبح نائب الرئيس بعد ثلاث سنوات. حصل على 97.14٪ من الأصوات في مارس 2016 خلفًا لرفائيل لوزان في منصب رئيس حزب جليقة الشعبي في مقاطعة بونتيفيدرا.
في عام 2022 أعلن فيجو رحيله ليكون الزعيم الوطني لحزب الشعب. كان رويدا هو المرشح الوحيد ليحل محله كزعيم في أبريل، وانتخب من قبل البرلمان ليحل محله كرئيس إقليمي في مايو. قام بتشكيل حكومة وكان الاختلاف الوحيد عن سابقتها هو دييغو كالفو كنائب ثانٍ للرئيس.